# Empidideicus freyi
Empidideicus freyi is een vliegensoort uit de familie van de Mythicomyiidae. De wetenschappelijke naam van de soort is voor het eerst geldig gepubliceerd in 1986 door David J. Greathead.